# 死想図書館のリヴル・ブランシェ
『死想図書館のリヴル・ブランシェ』（しそうとしょかんのリヴル・ブランシェ）は、折口良乃による日本のライトノベル。イラストはKeGが手掛けている。電撃文庫（アスキー・メディアワークス）から2010年4月から2012年3月まで全5巻が刊行された。

## ストーリー
高校2年生の少年黒間イツキは、唯一つ誰にも真似できない特技があった。それは、人が話すのと同じ速度で文字を書くことができる、高速筆記能力。イツキはその特技によって彼のクラスの書記に任命されており、幼馴染でクラスの人気者の委員長矢口未耶と共に、平凡ながらも楽しい学校生活を送っていた。
そんな彼を悩ませる、狂気の夢。その中で出会った、メイド服の美しい少女リヴル・ブランシェと、幼女の女神エレシュキガル。彼女たちがいるのは、現実世界から消え去った書物を所蔵する書物の墓場死想図書館。この図書館には危険な魔導書なども封印されていたのだが、なんとエレシュキガルが風邪をひいたせいで力が弱まってしまい封印されていた二百余りの蔵書が脱走。その再封印をイツキに手伝ってほしいという。
こうして、いつ果てるとも知れない、魔導書たちと、死想図書館の『筆記官』（ライター）の黒間イツキとその従僕リヴル・ブランシェとの戦いが始まったのであった。

## 登場人物

### 死の施設の管理人と主
死の施設は全部で4つある。消失した書物の墓場死想図書館。忘れられた味とレシピを再現するキッチン死食レストラン。失われた物品の復活する場所死作工房。人々が忘れた音楽を演奏し続ける会場死聴音楽堂。管理者はそれぞれの施設の管理をしっかりとしているので、通常業務に支障をきたさない限り自身の主を呼び立てることはない。しかし、施設の管理に問題や破綻が生じた場合には呼び出され、共に事態の改善に努める。
黒間 イツキ
高校2年生。眼鏡をかけていると目つきが悪いと怖がられ、眼鏡を外すと写真写りが悪くなるという顔つきでは損をしている少年だが、性格は他人からの頼み事は断れない極度のお人好し。また読書家であり、学校の図書館の常連で、司書の先生曰く「裏図書委員長」。かなりのシスコン。
死想図書館から逃げ出した司書の再封印のため、エレシュキガルに頼まれて（脅されて）『筆記官』（ライター）となる。
リヴル・ブランシェ
死想図書館の司書であり死書。イツキの命令には絶対服従の忠実な従者。ビスクドールのような美しい少女であるが、感情は希薄。紅茶を淹れるのが得意で、早口言葉が苦手。また、コスプレが趣味らしい。
身体能力は非常に高く、本体である真白き本に書き込まれた事を忠実に再現し、どんな武器でも易々と使いこなす。イツキと共に、死書の再封印に奔走する。
金野 カナ
イツキが京都で見つけた生き倒れ。金髪のギャルっぽい見た目とは裏腹にはんなりとした京都弁が特徴的な少女で、倒れていた自分に食料を与えてくれたことでイツキに懐いている。家が大家族で貧乏なためにアルバイトをたくさんしているが、それが原因で十分な食事を取れていなかった。あらゆる物を喰い尽くす能力の持ち主である。
彼女こそが長らく不在であった死食レストランの主『主賓客』（イーター）であり、なにかを捕食すればするほど力をつけ、銀のナイフやフォークの姿となったセットゥを振るって、目の前に立ちはだかるもの全てを捕食していく、とんでもない少女である。

### 神
エレシュキガル
死想図書館を始めとする死の施設の管理人の幼女の神様。別名アラツ。すべての生死は彼女が決めている偉い神様なのだが、現在は風邪っぴきのため仕事があまりできない。
普段は老獪で人を煙に巻くような話し方をするが、風邪が悪化すると気弱になってリヴルやイツキに泣き付く。

## 死書とその記述による事象
死想図書館には多数の死書が所蔵されており、その記述を真白き本に書き込むことで記述された事象を具現化できる。だが、その具現化には筆記官の正確なイメージが必要とされ、筆記官には精密な想像力が必要とされる。
レーヴァテイン
1巻のナイアルラトホテップとの戦闘が初登場。出典はフョルスヴィーズルの言葉。燃え盛る炎の杖で、所持者が敵意を向けたものにのみ攻撃力を発揮するが、それ以外に危害を加えることは一切ない。
天之尾羽張
2巻における羅睺阿修羅（らごあしゅら）との戦闘が初登場。出典は古事記。十拳剣と呼ばれる剣のひとつで、刀身と柄がかなりの長さの両刃の直剣。斬れるものなら、神ですら両断する強力な武具。
ヴォーパルブレイド
3巻におけるジャバウォックとの戦闘が初登場。出典は鏡の国のアリス。刃渡りが短い二等辺三角形の刃の刺突用の短剣で、柄に赤い宝石が埋め込まれている。
また、投擲することも可能であり、取り回しが良いので高速戦闘に向いている。

## 既刊一覧
- 折口良乃（著）・KeG（イラスト）、アスキー・メディアワークス〈電撃文庫〉、全5巻

| タイトル | タイトル                          | 初版発売日     | ISBN              |
| -------- | --------------------------------- | -------------- | ----------------- |
| 1        | 死想図書館のリヴル・ブランシェ    | 2010年4月10日  | 978-4-04-868453-8 |
| 2        | 死想図書館のリヴル・ブランシェII  | 2010年9月10日  | 978-4-04-868831-4 |
| 3        | 死想図書館のリヴル・ブランシェIII | 2010年12月10日 | 978-4-04-870136-5 |
| 4        | 死想図書館のリヴル・ブランシェIV  | 2011年10月10日 | 978-4-04-870961-3 |
| 5        | 死想図書館のリヴル・ブランシェV   | 2012年3月10日  | 978-4-04-886374-2 |